# Erdőskert
Erdőskert Budapest XVIII. kerületének egyik városrésze.

## Fekvése
- Határai: Kapocs utca a Vasút sortól – Határ utca – Budapest határa – Vasút sor a Kapocs utcáig.